# Moderne Notizschrift
Die Moderne Notizschrift ist eine kursive Stenografie, das heißt als Lautzeichen dienen Teilzüge der gewöhnlichen Schrift (Langschrift). Sie wurde von dem Diplom-Mathematiker Werner Frangen (1929–2015) im Zeitraum von 1947 bis 2007 entwickelt und 1992 erstmals veröffentlicht. Der Autor selbst erreicht hiermit eine Schreibgeschwindigkeit von 130 Silben je Minute.
Auslöser der Entwicklung war die Unzufriedenheit mit den traditionellen Stenografiesystemen Deutsche Einheitskurzschrift (DEK) und dem in der Schweiz führenden System Stolze-Schrey. Die Konsonanten sind geformte Abstriche oder Schlingen, deren Bedeutungen teilweise mit denen der DEK oder Stolze-Schrey übereinstimmen. Es gibt vergleichsweise viele Zeichen für Konsonantenfolgen. Dabei werden alle Zeichen für Konsonant + r durch Vergrößerung des Basiszeichens gebildet.
Von den genannten Systemen unterscheidet sie sich durch zwei Eigenschaften:
1. Die häufigsten Konsonanten[2] werden durch kleinere Striche dargestellt. Insbesondere wird Konsonant + zweistufiges Aufstrich-t meist durch einen einfachen Strich ersetzt. Daher braucht sie weniger und kürzere Schreibbewegungen; das bestätigt eine Textprobe[3]. Es genügt ein Schreibraum von drei Stufen je Zeile (statt vier in allen DEK-Lehrbüchern).
2. Die Vokale werden teils buchstäblich durch Aufstriche und horizontale Flachstriche, teils symbolisch durch unterschiedliche Verbindungsweiten und Höhenverstellung, nicht dagegen durch Verstärkung bezeichnet, die der Autor bei schnellem Schreiben für undeutlich hält. Dadurch wird laut dem Autor der Zugang erleichtert, da dieses Mittel von der Langschrift her ungewohnt ist.[4] Auch kann das System so auch mit Schreibgeräten geschrieben werden, mit denen die Verstärkung nur schwer oder gar nicht ausgearbeitet werden kann. Acht Vokale werden durch gerade Verbindungsstriche dargestellt. Nur ö, ü und eu/äu werden durch gebogene Verbindungsstriche, nach gerade auslaufenden und linksauslaufenden Konsonantenzeichen mittels durchkreuzender gerader Aufstriche dargestellt. Gebogene Aufstriche sind allerdings nach Meinung von Experten kaum deutlicher als die Verstärkung.[5] Andererseits kommen die gebogenen Aufstriche weitaus seltener vor als die Verstärkungen in der DEK.

Der Autor hält sein System (wegen 2.) für leichter erlernbar als die DEK und begründet dies unter anderem mit dem geringeren Umfang seines Lehrbuchs. Außerdem sei der Platzbedarf (wegen 1.) geringer.